# 김용현 (1913년)
김용현(金用鉉, 1913년 ~ ?)은 대한민국의 제헌 국회의원이다. 본관은 나주이며, 전라남도 무안군에서 태어났다.

## 약력
- 전라남도 무안에서 태어났다.
- 중앙중학교와 일본 주오 대학 법학과를 졸업했다.
- 한국전쟁 때 납북되었다.
- 1948년 5월 10일 : 제헌 국회의원(전남 무안갑)
- 그의 뒤를 이어 제2대 국회의원 선거에서는 김용현의 친형인 김용무[1]가 김용현과 같은 지역구인 "무안군 갑"에서 당선되었다.

## 역대 선거 결과
| 실시년도 | 선거   | 대수 | 직책     | 선거구         | 정당       | 득표수   | 득표율          | 순위 | 당락 | 비고 |
| -------- | ------ | ---- | -------- | -------------- | ---------- | -------- | --------------- | ---- | ---- | ---- |
| 1948년   | 총선   | 1대  | 국회의원 | 전남 무안군 갑 | 한국민주당 | 17,873표 | \| \| 52.87% \| | 1위  |      | 초선 |
|          | 52.87% |      |          |                |            |          |                 |      |      |      |